# Бело (Медводе)
Бело  (словен. Belo) је мало насеље у општини Медводе која припада покрајини Горењска у Словенији. У прошлости насеље је било познато као Навелим (Nawelim) на немачком.
Насеље се налазе на надморској висини 629,9 м површине 1,18 км². Приликом пописа становништва 2002. године Бело је имало 27 становника

## Културна баштина
Фарма Бело бр. 1 позната као Ленарт фарма, састоји се од једнспратне камене куће са темељима из 16. века уклеасано на кучишту врата. Постоји викендица из 1827. године у којој живи пољопривредник који је наставио да живи на фарми. Остале структуре укључују житница са подрумом, камени амбар, сушара за воће и сеник. На кући се налази спомен плоча народног хероја Југославије Лизике Јанчар Мајде (1919–1943) коју су на том месту после мучења убили белогардисти 20. априла 1943.
Кућа Бело бр 2. на западној ивици насеља, источно од Фарме Бело 1. је доспратна кућа са краја 20 века потпуно реконструисана од старијих архитектонских елемената донетих саа неког другог места укључујући и кућишта врата од зеленог туфа, кучишта плозора и греда плафона.